# Bdelyrus gilli
Bdelyrus gilli är en skalbaggsart som beskrevs av Cook 1998. Bdelyrus gilli ingår i släktet Bdelyrus och familjen bladhorningar. Inga underarter finns listade.